# Balagne
La Balagne est une région naturelle de Haute-Corse, située sur la côte nord-ouest de l'île. Elle s'étend entre l'embouchure du Regino, aux pieds des derniers escarpements septentrionaux du massif du Monte Cinto. Ses villes principales sont L'Île-Rousse et Calvi.

## Géographie

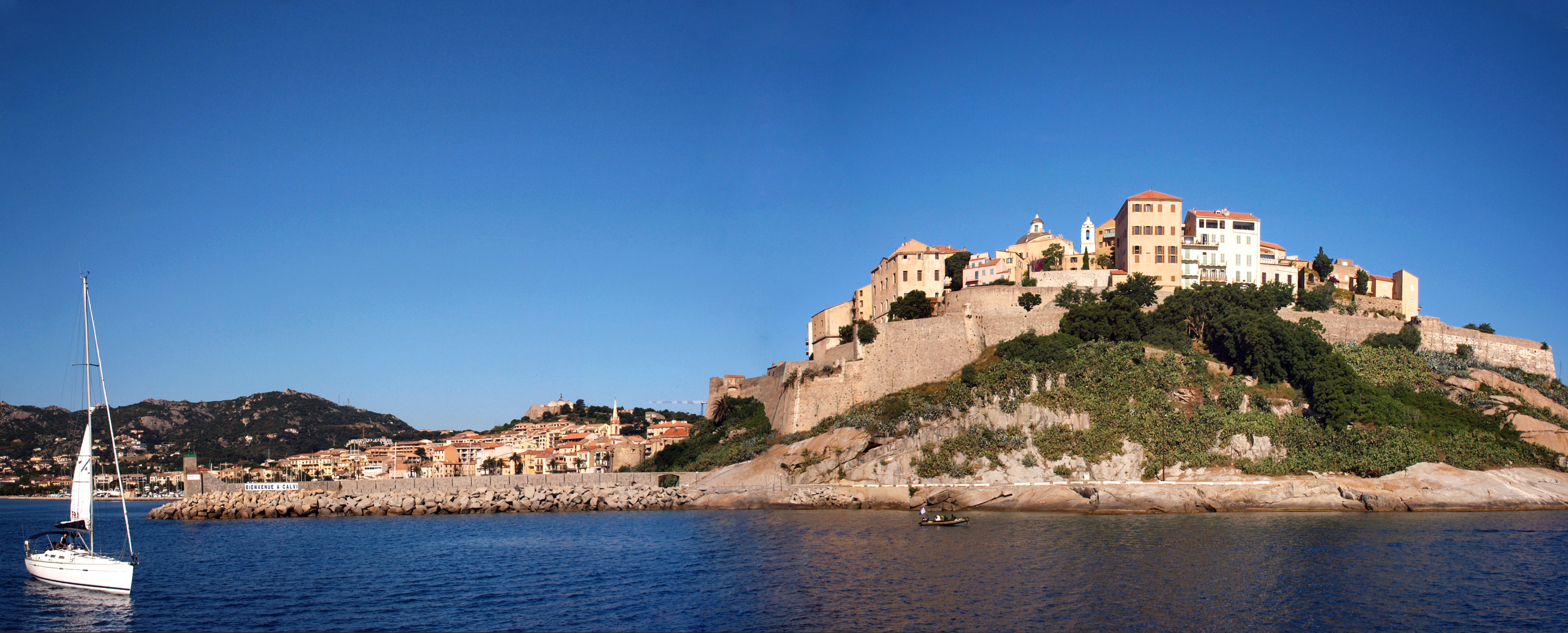
La citadelle de Calvi

La Balagne est à proprement parler la zone littorale s'étendant depuis l'embouchure du Regino jusqu'au golfe de Calvi, remontant dans les terres jusqu'aux premiers sommets de la chaîne centrale (Monte Grosso). Elle comprend notamment la vallée du Regino avec l'agglomération île-roussienne (L'Île-Rousse-Monticello-Santa-Reparata-di-Balagna) et la vallée de la Figarella, avec tous ses villages bâtis en corniche. Elle s'étend de Belgodère à Moncale. Ses 24 communes qui couvrent une superficie de 397,92 km2, sont :
- Algajola
- Aregno
- Avapessa
- Belgodère
- Calenzana
- Cateri
- Corbara
- Costa
- Feliceto
- L'Île-Rousse
- Lavatoggio
- Lumio
- Moncale
- Montegrosso
- Monticello
- Muro
- Nessa
- Occhiatana
- Pigna
- Sant'Antonino
- Santa-Reparata-di-Balagna
- Speloncato
- Ville-di-Paraso
- Zilia

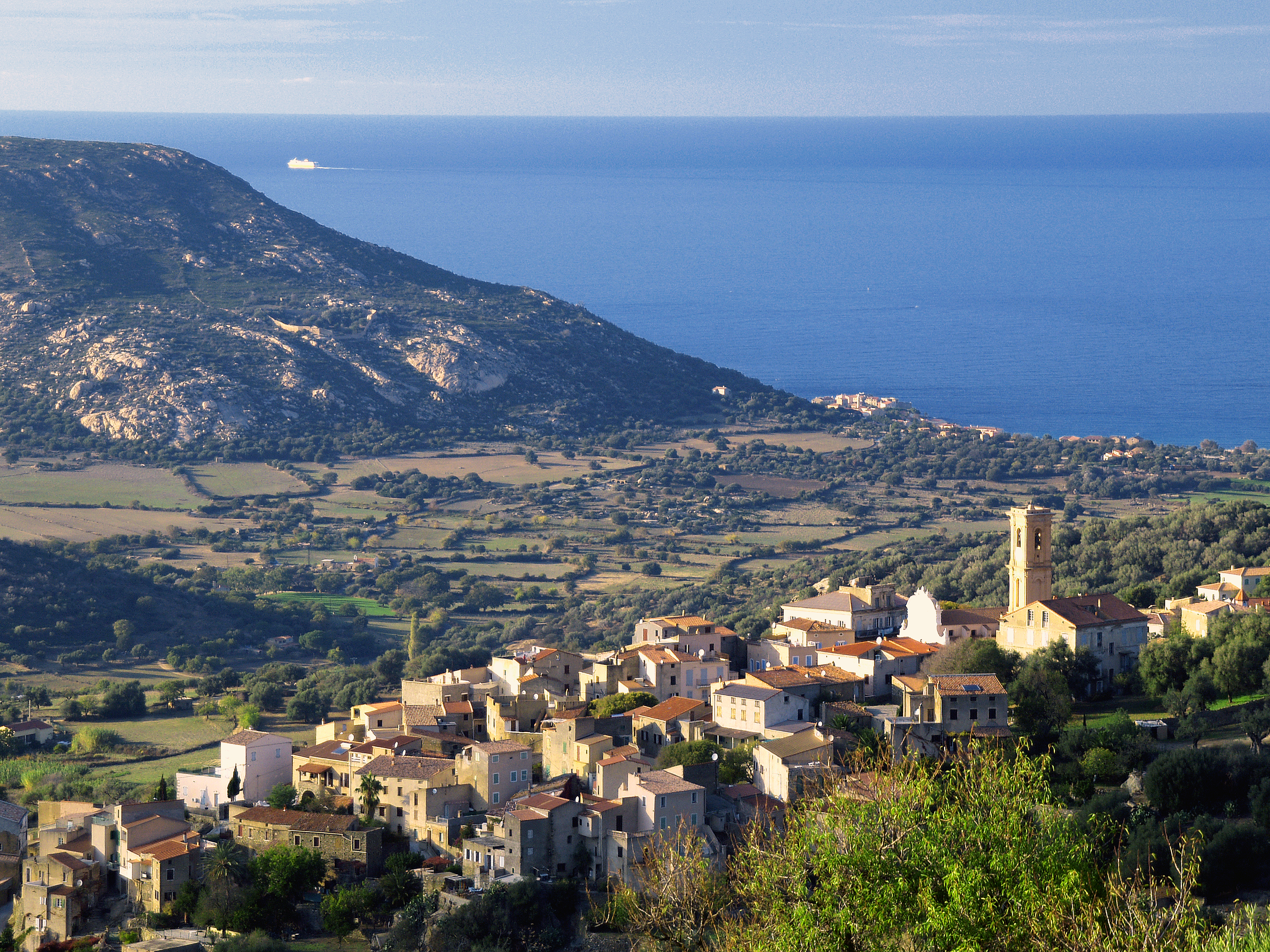
Aregno.
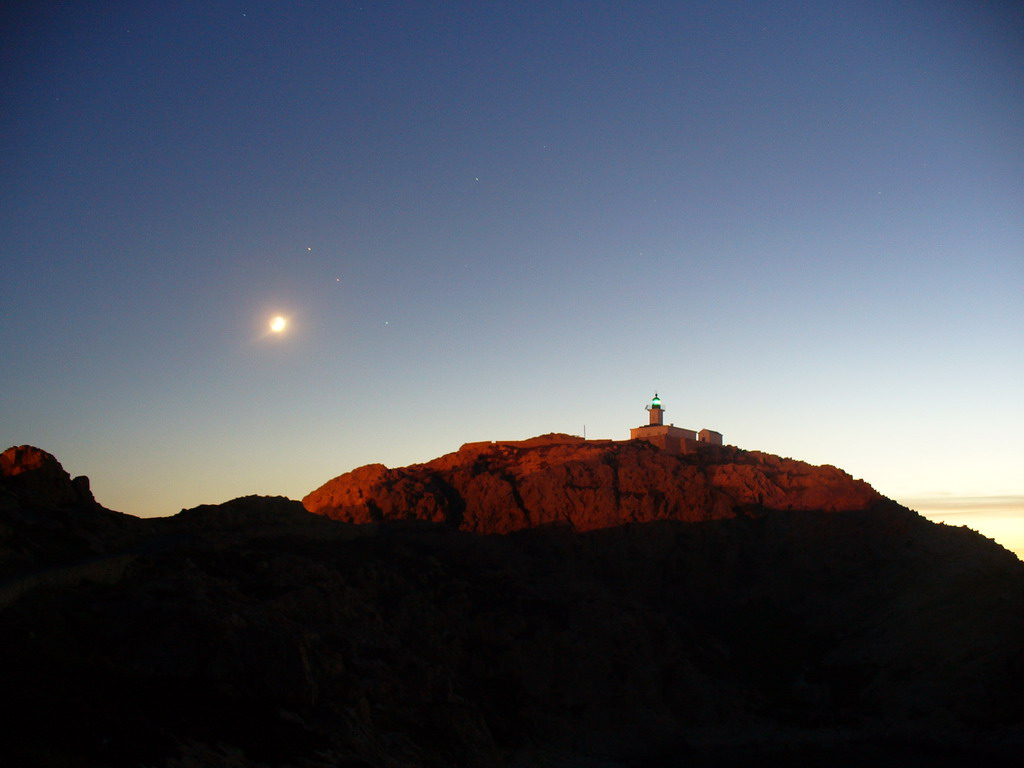
L'Ile-Rousse le rocher et son phare.
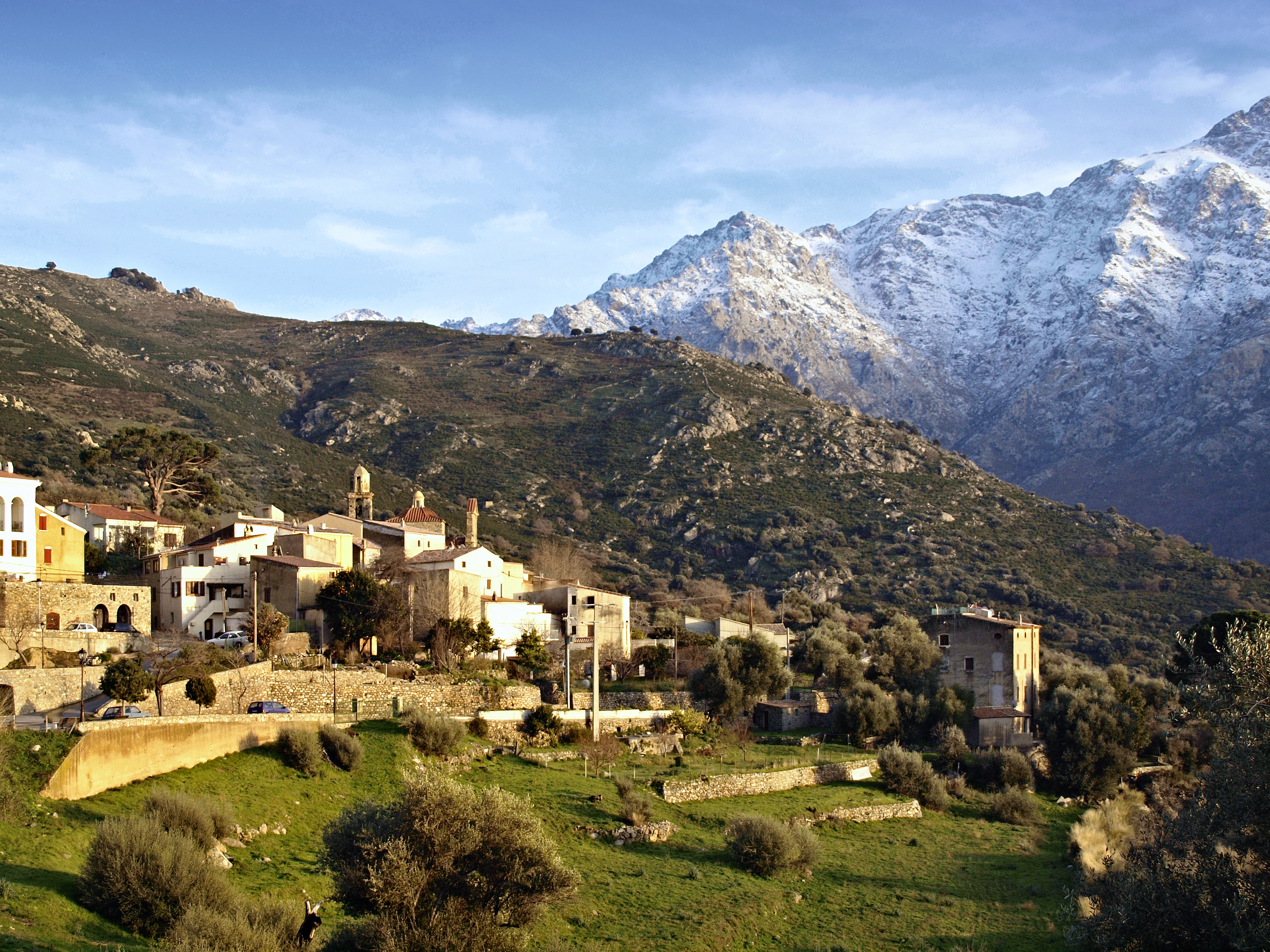
Lunghignano.
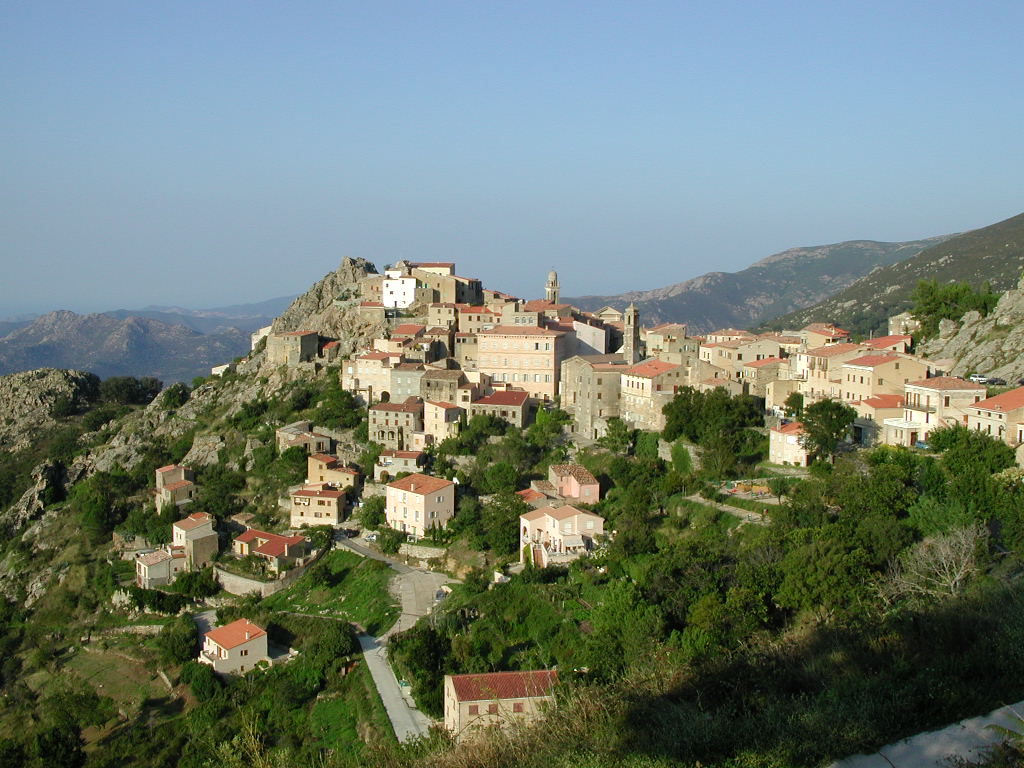
Speloncato.

Du temps des Génois, avec Calvi, l'une des places principales de la Corse, distincte territorialement et administrativement, la Balagne renfermait cinq pièves :
- Tuani, avec sept villages, parmi lesquels Belgodère, Occhiatana, Speloncato ;
- Sant'Andréa, qui renferme cinq villages dont Feliceto ;
- Aregno, qui contient seize villages, dont les principaux sont : Corbara, Monticello, Sant'Antonino et Santa-Reparata. C'est dans cette piève que se trouve l'Algajola, selon d'autres Gabbiola, où habite le lieutenant de l'Office de Saint Georges ;
- Pino, dans laquelle se trouve Montemaggiore, village riche et bien peuplé ;
- Olmia, où se trouvent les villages de Calenzana et de Moncale.

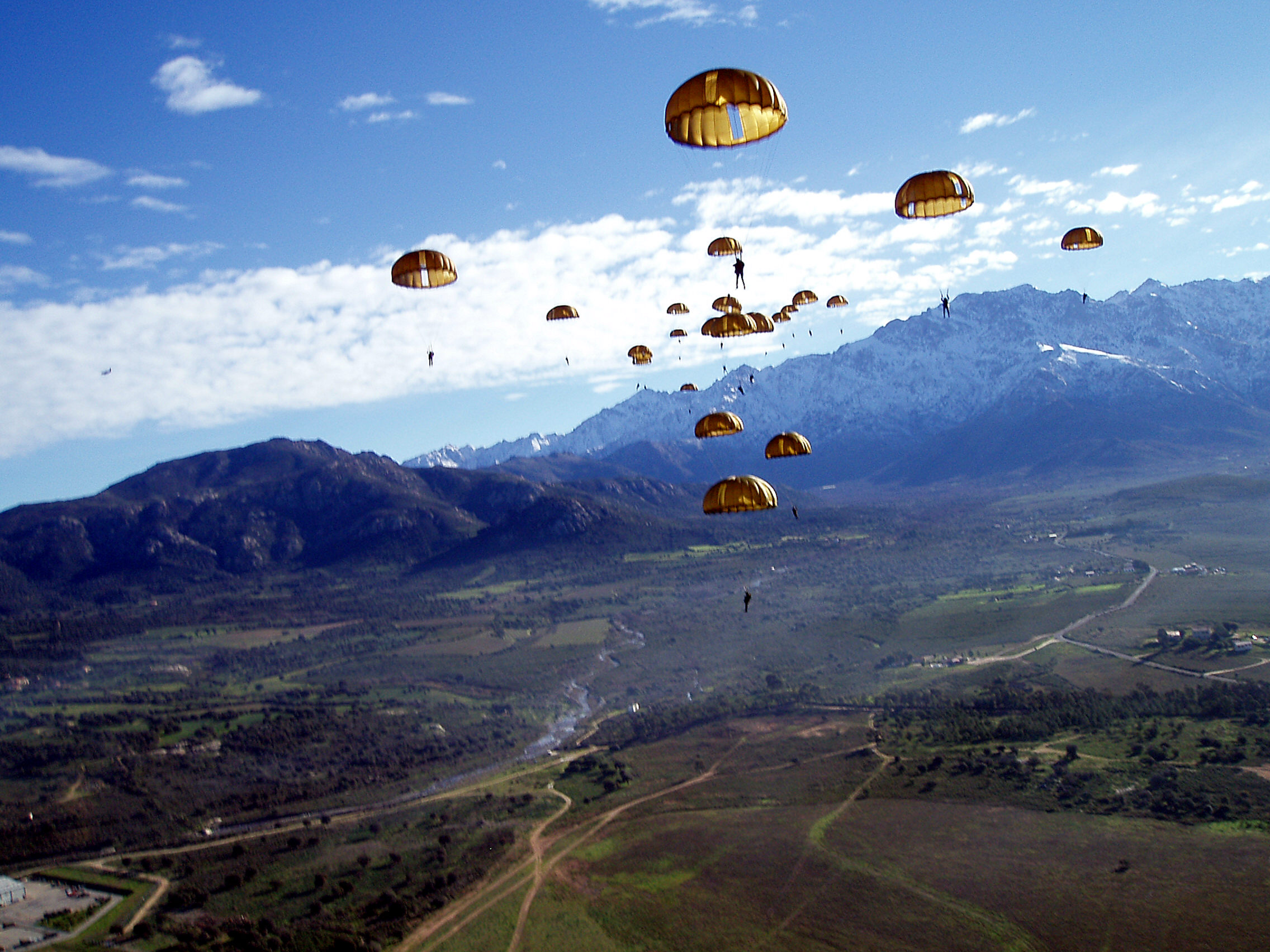
Des parachutistes du 2e régiment de parachutistes de la Légion étrangère française exécutant un saut au-dessus d'une zone de largage près de leur base d'attache dans la ville de Calvi.

Dans son Dialogo nominato Corsica, Mgr Giustiniani décrit la Balagne de la façon suivante, en suivant la côte : « En s'éloignant d'Ostricone, où il y a une tour, on trouve d'abord li Margini, qui sont une suite d'écueils fort dangereux ; puis la plage de Losari, avec un ruisseau appelé Regino ; L'Île-Rousse ou l'Île d'Or, que l'Office a récemment réuni au sol même de l'île en fermant le canal, devenu l'asile ordinaire des corsaires ; on y a bâti une tour pour garder le pays, et cette mesure a été, on peut le dire, le salut de toute la Balagne. Vient ensuite la pointe de Vallettone, puis, en suivant la côte, l'Algajola, dont nous avons déjà parlé, Sant'Ambrogio, l'île de Spano, où commence le golfe de Calvi ; le fiume a Pietramola ou rivière de Calenzana, enfin la foce de Calvi, produite par la rivière de Mucale. C'est à cette foce que finit la Balagne. »
Parlant de ses habitants, il écrit : « La Balagne est un pays où les mœurs sont douces et le sol assez bien cultivé. Ses habitants, comme ceux du Cap Corse, s'occupent plus de leurs affaires que des querelles de parti ; aussi ne les voit-on pas toujours armés comme ceux des autres parties de l'île, surtout, dans le Deçà des Monts. »
Poursuivant, il dit : « Le sol produit des céréales, de l'orge plus encore que du blé, des amandes, du vin, des figues sèches, noires et blanches, d'excellente qualité, des bois de haute futaie, des arbres à planches, de très belles poutres de sapin, de larix, de pin. Mais la Balagne est surtout fameuse par son huile, dont la production est si abondante dans les bonnes années que non seulement elle suffit aux besoins de l'île, mais qu'on en expédie encore une grande quantité en terre ferme. On dit que ce fut un officier génois, de la famille Doria, qui obligea les habitants du pays à planter un certain nombre d'oliviers, et chaque famille à greffer un nombre déterminé d'oliviers sauvages. Depuis, ces arbres se sont multipliés à l'infini et rapportent les profits que l'on sait. »

## Politique et administration
On distingue une région historique (la province génoise de Balagna), d'un pays qui porte le même nom et correspond à peu près au même territoire. Après consultation pour avis du conseil général de la Haute-Corse et de la CTC, l’arrêté de périmètre du « Pays de Balagne » a été signé le 17 novembre 2003.

### Pays de Balagne
Le Pays de Balagne, premier pays constitué en Corse, est composé de trente-six communes, réunies au sein de deux communautés de communes : Calvi Balagne et L'Île-Rousse Balagne. Ces communes se répartissent ainsi :

#### L'Île-Rousse Balagne
L'Île-Rousse Balagne (vingt-deux communes): Corbara, L'Île-Rousse, Monticello, Pigna, Santa-Reparata-di-Balagna, Lama, Pietralba, Urtaca, Novella, Palasca, Belgodère, Costa, Feliceto, Occhiatana, Muro, Nessa, Speloncato, Ville-di-Paraso, Mausoléo, Olmi-Cappella, Pioggiola et Vallica.

#### Calvi Balagne
Calvi Balagne : Algajola, Aregno, Avapessa, Cateri, Lavatoggio, Sant'Antonino, Lumio, Montegrosso, Zilia, Calenzana, Moncale, Calvi, Galéria et Manso.

## Démographie
En 2008, la Balagne a une population de 19 253 habitants en incluant Calvi.

## Toponymie
Palania.
Var. : Palanta ; aujourd'hui, la Balagne, était une localité située à l'intérieur des terres.

Étymologie ancienne et fantaisiste : 

« du sanskrit bal, vivre, bali, aliment, et nî, porter, amener, donner. « Prop. qui produit des aliments, de la nourriture. » — Cf. gr. Bαλανος, qui par la forme se rapproche tant de Balagne et sert à désigner gland, noix, châtaignes et autres fruits comestibles, mot formé également de bali et ni ». »

— Toubin, Essai sur l'étymologie historique et géographique p. 51. Paris, 1892. — Carte de l'Etat-major, p. 260

## Histoire

### Préhistoire
C'est un territoire qui a été occupé au Néolithique ancien, comme en témoignent les découvertes effectuées en de nombreux sites de fouilles archéologiques : Porte Vecchio à Lavatoggio, La Pietra à L'Île-Rousse, Monte d'Ortu à Lumio, Mutola à Ville-di-Paraso, etc.

« [...] on peut admettre que l'homme du Néolithique de Bonifacio était en rapport d'affaires avec celui de la Balagne ; l'un fournissait l'obsidienne de la Sardaigne et le silex de la molasse de Bonifacio, l'autre les roches vertes de la région orientale. [...] C'est ainsi que les pointes de flèches de Bonifacio sont en silex du Néogène ou en obsidienne du mont Arci, de la Sardaigne, tandis que celles de la Balagne, du Nebbio sont en porphyre pétrosiliceux de la région volcanique du bassin houiller de la Corse. »

— D. Hollande in Géologie de la Corse, Bulletin de la Société des Sciences historiques et naturelles de la Corse - Imprimerie Allier Frères 16, cours de Saint-André Grenoble, 1917

### Antiquité
Sous l’Empire romain, la Palania (variante « Palanta ») aux coordonnées 30° 20' long. 40° 45' lat. mentionnées sur ses cartes par le géographe alexandrin Ptolémée qui a vécu au IIe siècle de l'ère chrétienne, est bien l'actuelle Balagne, comme l'ont démontré les historiens.
Selon Ptolémée, les Cilebenses (ou Nibolensii), l'une des douze nations peuplant la Corse, occupaient l'ancien pays de Nebbio qui s'étendait alors sur la partie orientale de l'actuelle Balagne. Cersunum et Ostricon étaient leurs principales civitates.

« Nous n'avons aucun renseignement sur les nations qui peuplaient la Balagne et le haut bassin du Tavignano. Il est permis de conjecturer que, du temps de Ptolémée, la Balagne était déjà romanisée et que les indigènes avaient cherché un refuge dans le Niolo. »

— Xavier Poli in La Corse dans l'Antiquité et le Haut Moyen Âge, p. 63.
Ptolémée désignait Calvi comme « le port le plus célèbre de l’île ». Fondée par les Phéniciens avant notre ère, Agilla devint comptoir romain sous le nom de Rubico Rocega.
La Corse fournissait à Rome de nombreux marins qui étaient recrutés spécialement dans les régions de la Balagne, du Cap Corse, de Mariana et d'Aléria.
Les vestiges d'un établissement thermal ont été mis au jour à Speloncato.

### Moyen Âge
Envahie par les Sarrasins vers 860, la Corse n'en sera délivrée qu'en l'an 1030.
Au début du XIe siècle, probablement après la bataille de Luni (1016), des seigneurs toscans ou génois, sans mandat du Saint-Siège, passent en Corse et, aidés par les populations chrétiennes, chassent les musulmans de Nebbio, de Balagne, de Mariana et d'Aléria. Les Sarrasins de Sicile, pressés de toutes parts par les chrétiens, sont obligés d'élever, pour leur sûreté, de nombreuses fortifications, désignées encore aujourd'hui par le nom de Cala ou de Calata. Il est aussi probable que des colonies sarrasines de Corte ou de la Balagne, harcelées par les patriotes chrétiens, ont été refoulées dans le Niolo où nous trouvons les noms significatifs de Calaguccia et de Calasima appliqués à deux villages.
En 1278, Calvi se confédère avec Gênes. Sa fidélité sera constante.
En août 1324, dans l'inféodation faite par l'Aragon à Enrico et Opicinello de Cinarca, l'expression podesteria di Balagna était employée.
En 1366 la podestérie de Balagna comprenait les mêmes pievi que cent ans plus tard en 1454 : Chiomi, Armito, Olmia, Pino, Sant'Andria, Tuani, Giussani et Ostricone.

### Temps modernes
Au XVIe siècle vers 1520, la province génoise de Balagna était composée des pievi de Tuani, Aregnu, Sant'Andria, Pinu et Olmia.
- Tuani, avait pour lieux habités : li Quercioli, Belgoder, Ochiatana, le Ville, la Costa, le Cavalleragie, Speluncato.
- Aregnu, environ 1 350 habitants - Les lieux habités étaient : l’Arpagiola (o Gabiola), la Corbaia, lo Monticello, Santo Antonino, Santa Riparata, Piaza, Pragola, le Torre, Regno, li Catari, lo Lavatogio, lacona, Spano, Hogio, Aquapessa.
- Santo Andrea, environ 1 350 habitants - Les lieux habités étaient : Muro, Feliceto, Nessa, Iustiniani, Speloncato.
- Pinu, environ 1 250 habitants - Les lieux habités étaient : Montemaggiore, li Castiglioni, Profiume, Zilia, Jargia, Cassano, Longhignani.
- Olmia, environ 1 250 habitants - Les lieux habités étaient : Calensani, Mucale.

À celles-ci, il faut ajouter Chiomi, une pieve qui vers 1520 était inhabitée sauf le village de lo Cipeo (Luzipeo ou Luzzipeo), ainsi que la pieve d'Armito totalement inhabitée. Ces deux pievi ont disparu de la province de Balagna en 1537 et forment aujourd'hui le Filosorma, territoire extérieur à la Balagne à priori, mais qui lui est administrativement rattaché.
Ces pievi formaient la province de Balagna. (Les provinces avaient à leur tête un lieutenant représentant le pouvoir exécutif).
- 1540 - Arrivent en Corse des frères mineurs capucins qui fondent six couvents ou monastères à Bastia, Brando, Luri, Balagna, Nebbio e Casinca.

La même année, pour lutter contre l'usure « insopportabili e quasi incredibili » pratiquée par les commerçants sur la population de la province de Balagna, l'Office de Saint Georges publie un décret condamnant cette pratique excessive, qui sera très rapidement étendu au reste de l'île.
- 1541 - Au début de l'année, Dragut rachète au prince Doria sa liberté et celle de son armée capturée à Girolata. Il se venge et pille et brûle de nombreux villages dont Monticello en Balagne.
- 1643 - le 26 juin, Algajola (Argaiola in Balagna) est attaquée par surprise, par une flotte de neuf galères de Bizerte et d'Alger. Nicolò Raggio le lieutenant et la population se réfugie dans la tour voisine. La cité est pillée, brûlée. Mais les secours arrivent de Calvi, mettant en fuite les Turcs qui perdent 60 hommes et de nombreux blessés.
- 1664 - en mai, sur ordre de la Signoria de Gênes, Algajola est fortifiée pour se défendre des razzias turques[11].

#### Durant la Révolution corse
Au XVIIIe siècle, durant la période 1729 à 1769, de nombreux événements ont précédé la cession de la Corse à la France. La province de Balagna a pris une part importante dans la révolte des Corses contre Gênes, Calvi restant « semper fidelis » à la République.
Voici une liste non exhaustive de ces évènements, extraite de la chronologie écrite par Antoine-Dominique Monti, président de l'ADECEC, publiée par celle-ci en 1979 :
- 1731. La province accepte de s'unir au soulèvement général, à l'exception de la pieve d'Olmia (Calenzana) demeurée fidèle aux Génois, sur ordre des généraux de la Nation Luiggi Giafferi, de Talasani, et Andria Ceccaldi, du Viscovato.
  - 5 avril. Les gens de la Balagna, mécontents des tentatives de corruption du lieutenant[Note 4] d'Algaiola, font le siège de la place. Les habitants se réfugient à Calvi et à Gênes sans attendre l'assaut. La tour de L'Île-Rousse est prise par les Corses.

La Balagna reçoit des troupes envoyées par l'empereur romain germanique pour aider la république de Gênes à rétablir l'ordre. Après plusieurs actions menées contre les révoltés, parfois désastreuses comme à la bataille de Calenzana, Wachtendonck et les dernières troupes allemandes quittent la Corse en juin 1733.
- 1734. La Balagna divisée, les uns tenant pour la révolte, les autres pour les Génois, décide toutefois de s'ériger en province confédérée à la République. Au printemps, une partie de la province accepte de faire la guerre aux Génois.

S'ensuit une période trouble ; les rebelles corses décident d'offrir la Corse à Philippe V, roi d'Aragon. Mais le roi, qui prépare la conquête du royaume de Naples, refuse d'entamer des négociations à ce sujet.
La révolte pourrit. La pieve d'Aregnu qui avait reçu 800 fusils du commissaire de Calvi, est désarmée par Ghjuvan Ghjacumu Castineta. Les Corses reçoivent des armes débarquant de Toscane.
- 1735. Francescu Rivarola, lieutenant-colonel du régiment corse au service de l'Aragon et fils de Dumenicu, consul d'Aragon à Bastia, débarque à la plaine de Verde avec des fusils et des munitions de guerre. Le commissaire général de l'En-Deçà-des-Monts (la Haute-Corse de nos jours), Felice Pinelli, active les préparatifs de guerre. Des troupes réglées sont envoyées en Balagne et dans le Nebbio. Des Corses se voient confier la formation de compagnies au service de la République dont quatre en Balagne. Malgré l'intervention de Rivarola, qui fait valoir la protection du roi d'Aragon, plusieurs pievi décident de se soumettre si l'on accorde une amnistie générale. Un armistice est conclu au Campulori[13] ; Pinelli est désavoué par Gênes.
- 1736.
  - le 4 mars. Deux bateaux accostent à l'Isula Rossa et débarquent des munitions de bouche et de guerre.
  - Le 20 mars, arrive le baron Théodore de Neuhoff. À l'issue d'une consulte[Note 5], le 13 avril il est accepté comme roi de Corse.
  - Le 15 avril, au couvent d'Alesani, Théodore est proclamé roi à l'unanimité. Le roi et son peuple prêtent serment d'observer la nouvelle " constitution ". Des Corses de l'extérieur quittent les services du royaume de Naples, de Venise, pour se mettre aux côtés de Théodore. L'abbé Don-Gregorio Salvini, de Nesce, débarque en Corse avec des armes et se met au service de la Nation. Par manifeste de Théodore, les Génois sont déclarés bannis à tout jamais de la Corse.
  - Le 6 juin 1736 Théodore passe en Balagne accompagné des généraux de la Nation Paoli et Giafferi. Le roi fera attaquer, sans grand succès, Calinzana et Algaiola.
  - Le 1er juillet, de retour de Livourne, l'abbé Salvini apporte des armes et des munitions à Théodore qui continue, toujours sans succès, d'assiéger Calinzana.
  - Début août. Sévère défaite du major génois Marchelli à L'Île-Rousse.
  - Le 22 décembre, les Génois mettent à prix la tête de Théodore qui est absent de l'île.

François de Lorraine, qui vient d'épouser Marie-Thérèse d'Autriche et d'avoir la promesse d'héritage du grand-duché de Toscane, vise la couronne royale de Corse.
- 1737 - la France est prête à fournir des troupes à la République pour lui conserver la Corse. Amelot ministre des Affaires étrangères à la Cour de Versailles, est alarmé par l'aide que les cours de Madrid et de Naples semblent apporter aux révoltés corses et par les prétentions du duc de Lorraine. Le cardinal de Fleury propose d'apporter assistance à la République si celle-ci est décidée à en faire les frais.
  - Le 22 mai, la garnison de Calvi assiégée, fait une sortie victorieuse et capture 250 têtes de bétail.
  - En octobre 1737, la situation militaire en Balagna est telle : Calvi, Lumiu, Calinzana et Algaiola sont aux mains des Génois ; les Nationaux sont à Montemagiore, Lunghignani, Cassanu, Zilia, Corbara, Monticello, Santa Riparata.
  - 10 novembre. À Fontainebleau est signée une convention entre la France et la république de Gênes pour l'envoi de troupes en Corse, conformément aux propositions françaises du 5 août.
- 1738 : deuxième intervention du Roi de France.
  - 1er février : 5 escadrons, soit 3 000 hommes, quittent Golfe-Juan pour la Corse. Malgré une forte tempête, le gros des troupes est débarqué à Saint-Florent avec M. de Boissieux [14].
  - 12 février. Le colonel Antone Colonna, accompagné par 14 officiers allemands, débarque dans le golfe du Valincu[15]. De là il passe à Corti où il se met à la tête de 800 Nationaux pour faire la guerre aux Génois suivant les ordres de Théodore.
  - 18 février. A. Colonna, assisté par le lieutenant-colonel Drevitz, attaque L'Île-Rousse récemment occupée par les Génois. La garnison se rend après 9 heures de combat.
  - 24 février. Le Révérend père Singlande, franciscain, aumônier des troupes françaises[16], débarque à Calvi. Il faisait partie du convoi du 1er février, mais son navire s'était échoué en Toscane.
  - 26 février. Paoli et Giafferi écrivent à M. de Boissieux, le plaisir qu'auraient les Corses à devenir sujets du roi de France et leur volonté de se soustraire à la domination génoise.
  - Juin. M. de Boissieux reçoit pour instructions d'annoncer que la République va donner l'ordre à ses troupes de cesser le feu et de demander des otages, avec l'assurance qu'aucun de ces otages ne sera remis aux Génois. Ils seront envoyés à Toulon, bien traités et libres de circuler en ville.
  - 4 juillet. Les populations de Balagne en assemblée acceptent de donner des otages. À l'issue d'une consulte à Corte du 6 au 8 juillet, Ghjuvan Tumasgiu Giuliani est désigné otage pour la Balagne.
  - 30 novembre. La Balagne accepte le nouveau règlement de gouvernement de la Corse ratifié à Fontainebleau le 18 octobre.
  - 2 décembre. La Balagne demande à Mari, nouveau commissaire arrivé à Bastia en janvier, de conserver ses armes pour se défendre contre les gens de la montagne. Le commissaire, ayant connaissance de rapport entre la Balagne et les chefs corses, comprend qu'il s'agit d'une manœuvre.
- 1739
  - Janvier. 23 bâtiments, escortés par une frégate, chargés de 4 bataillons, partent de Golfe-Juan pour la Corse. Le lendemain le convoi est dispersé par la tempête. Prises à nouveau dans la tempête, le 8 janvier dans la nuit, les 6 compagnies du régiment de Cambraisis font naufrage à Punta di a Civula. Les occupants de deux tartanes sont faits prisonniers à l'embouchure de l'Ostriconi par les Corses. Le colonel de Villemur, commandant pour la Balagne, obtiendra leur libération. Les rescapés de 4 bâtiments débarqueront à Saint-Florent.
  - 10 janvier à Toulon, les otages sont arrêtés. Le lendemain ils sont envoyés à Marseille où ils arrivent le 12 au fort Saint-Nicolas.
  - 13 janvier, le lieutenant-général Jean-Baptiste-François des Marets, marquis de Maillebois, est nommé commandant en chef de l'armée du Roi en Corse, en remplacement de Boissieux.
  - 22 mars. Les notables de Balagne se réunissent en assemblée, sous la présidence de Paoli et Castineta, pour étudier la situation résultant de l'arrivée du nouveau commandant français.
  - Fin mars. Maillebois se porte à Calenzana, lieu ami, et ordonne de couper les oliviers des rebelles afin de forcer ceux-ci à venir combattre à découvert. Les Corses mettent les Français en fuite et brûlent les maisons que les Calinzaninchi possèdent à Montemaggiore.
  - Avril. Maillebois organise, en Balagne, des compagnies de volontaires corses au service de la France. Ces compagnies constituent les premiers noyaux d'un régiment qui sera créé bientôt : le Royal-Corse.
  - 2 juin. Marche en avant des troupes françaises : M. du Châtel, maréchal de camp, progresse en Balagna où Paulu Maria Paoli fait sa soumission ; le 5 il est à Belgodère.
  - 3 juin. Maillebois fait arranger les chemins pour communiquer avec la Balagne entièrement soumise.
  - 11 juin. Les troupes françaises de Balagne font leur jonction avec celles du Nebbio et de la Costiera[17].
- 1742
  - Mars. Élection des Nobles-Douze[18] (4 pour la région Aléria Corti, 4 pour la Balagne et le Nebbiu et 4 pour le terziero du centre). La République peut enfin discuter d'un règlement de gouvernement avec des représentants " qualifiés ".
  - 15 avril au 6 juin. L'évêque d'Aléria visite son diocèse pacifié. Il refuse cependant de se rendre en Balagne pour ne pas traverser Caccia où se trouvent 30 rebelles en armes.
  - Août. Les notables de la Balagne s'assemblent à Marcasso, puis à Aregnu. À la deuxième réunion assiste Mgr Mariotti auquel on demande d'intervenir auprès du commissaire pour des modifications au Règlement. Le bruit ayant couru que Spinola commissaire de Calvi, allait envoyer des troupes dans la province, l'évêque est chargé de le prier de n'en rien faire.
  - Fin septembre. Malgré une promesse faite à Mgr Mariotti, 300 soldats arrivent à Calvi. Les gens de la Balagne se réunissent aux couvent de Spiluncatu et Tuani et décident de s'opposer à l'oppression. Nicolò Poletti est chargé d'une tournée pour soulever les populations.
  - 8 octobre. Proclamation du commissaire de Calvi : les troupes ne sont pas destinées à des hostilités contre les populations mais sont chargées de les protéger contre les voleurs et les bandits ; elles ont aussi pour mission d'assurer le libre passage entre les postes de Calvi, Algaiola et l'Isula Rossa et de surveiller les côtes pour garantir la liberté du commerce.
  - 10 octobre. La Balagne demande des secours au Niolo et envoie une circulaire aux Corses de l'intérieur.
- 1743
  - Nuit du 18 janvier. Le vaisseau anglais Vinces part pour la Corse avec Vinufs, secrétaire de Théodore, chargé de préparer le retour du Roi.
  - 19 janvier, au soir. Le Vinces arrive devant l'Isula Rossa. Le lendemain, Vinufs convoque les chefs de la Balagne à bord du bateau.
  - 1er février. La flotte portant Théodore paraît devant l'Isula Rossa. Les chefs corses sont reçus à bord. Le Roi leur communique l'édit (faussement daté du 30 janvier à Santa-Reparata-di-Balagna) rédigé à Livourne. Cet édit comporte un pardon général ; sauf pour les assassins de Simone Fabiani et les parjures : Ghj. Paoli, Orticoni et Salvini ; il exige le retour des militaires corses qui sont au service des princes étrangers, excepté ceux qui sont attachés au grand-duc de Toscane. Dès le départ des chefs corses, Théodore quitte le Revenger pour la Folkestone et la flotte met à la voile ; le Roi veut faire le tour de l'île pour s'assurer des dispositions de son peuple.
- 1745
  - 2 novembre. Partie de Cagliari pour la Corse avec Rivarola et sa suite, la flotte jette l'ancre devant les côtes de la Balagne. Le comte Rivarola[Note 6] envoie des officiers à terre avec des lettres. Il débarque le lendemain et convoque une consulte des habitants de la Balagne.
  - 9 novembre. Une Consulte a lieu à Spiluncatu. Les participants sont nombreux mais peu enthousiastes.
  - 29 novembre. Une circulaire de Rivarola annonce la prise de Bastia, San Pelegrinu et la Padulella aux habitants de la Balagne et leur commande de faire le blocus de Calvi, Algaiola et l'Isula Rossa.
- 1746 :
  - Janvier. Les habitants de la Balagne, assemblés à Marcasso, élisent leur propre général : Ghjuvan Tumasgiu Giuliani (Jean-Thomas Giuliani).
  - Fin janvier. À Calvi, Mari fait arrêter Mgr Mariotti, accusé d'être en relations avec les chefs corses. L'évêque est envoyé dans les prisons de Gênes.
  - 17 septembre. Supplique de Giovan Maria Lomellini, des comtes palatins de Lomellina, aux alliés anglo-austro-sardes, pour obtenir la restitution de ses fiefs de Balagne que la République lui a ravis.
- 1748 :
  - 27 mai. À Muru, grida (édit, décret) du Magistratu de la Balagne contre les manifestes génois et les lettres qu'ils envoient à des particuliers pour enrôler des Corses dans leur armée.
  - 22 mai. Séraphin Marie Rioult de Douilly, marquis de Cursay, colonel du régiment de Tournaisis, s'embarque à Gênes pour introduire 400 soldats dans Bastia.
- 1749
  - 3 mars. Cursay est en Balagne.
  - 10 mars. Cursay réunit les procureurs de la Balagne au couvent d'Aregno. (Les députés de Calinzana, conseillés par le commissaire Mari qui réside toujours à Calvi, déclarent ne pas adhérer aux décisions qui seront prises). Des postes français seront établis à l'Isula Rossa, Santa Riparata et Belgodère.
  - 6 avril. La population de Calinzana réaffirme sa fidélité à la République
  - 13 mai. Cursay visite encore le Balagne. Le 14 il revient à Bastia.
- 1750
  - Début mai. Au Campulori[13], Cursay préside une assemblée chargée de choisir les députés de la Terre du Commun[Note 7] qui doivent l'accompagner à Toulon. Sont élus : Gaffori et Clemente Paoli. (La Balagne désignera Giudicelli, et le Delà le Dr Filippu Cuttoli, curé d'Olmetu).
- 1753 : le révérend Don-Gregorio Salvini est député de la Balagne occidentale, que Gaffori place sous l'autorité de Ghjiseppu Maria Fabiani. Ghjuvan Tomasu Giuliani se fait élire " président-général " de la Balagne par les pievi de Pinu (Zilia, Montemaiò) et Olmia. Les partisans de Giuliani et ceux de Fabiani en conflit, échangent des coups de feu.
  - 16 avril. Entrevue, à Corte, entre Gaffori et le Rd Gregorio Salvini, député par la Balagne occidentale. Salvini obtient la promesse d'une consulte générale et la libération du fils Giuliani.
  - 30 et 31 juillet. Consulte à Tuani des populations de la Balagne. Gaffori, qui promet de réconcilier les partisans de Fabiani et ceux de Giuliani, obtient les pleins pouvoirs pour unir la province à la Nation.
  - Début août. De Belgudè, avant de quitter la Balagne, Gaffori destitue Giuliani de sa charge de " président-général " et place la province sous l'autorité de Fabiani.
  - 10 août. À Belgodère, le Conseil provincial de Balagne établi par Gaffori, ordonne l'obéissance à ce dernier.
- 1754
  - 4 janvier. Le Conseil supérieur rassemble mille hommes, à Caccia, destinés à se rendre en Balagne avec la commission itinérante et mettre fin aux désordres causés par les partis Fabiani et Giuliani.
  - 12 janvier. Accord réalisé en Balagne.
  - 8 avril. Les troupes au service du Conseil supérieur pénètrent de nouveau en Balagne où des troubles sont signalés.
  - 4 avril. Les villages de Balagne où des troubles avaient éclaté sont désarmés et donnent des otages qui seront envoyés à Corte. Parmi ceux-ci Ghjuvan Tumasgiu Giuliani.
  - 16 mai. Le chanoine Erasimu Orticoni, de Santa-Reparata-di-Balagna, revient de Naples où il habitait depuis que M. de Boissieux l'avait exilé en 1739. Il est élu surintendant général de la province, assisté de Don Carlu Mariani et Ghj. Fabiani. Il organise une première d'une série de consultes, organisées en Balagne. L'unanimité se fait derrière Orticoni.
  - 31 août. Le Conseil de la province de Balagne assure M. de Vaux de l'amitié des Corses pour les Français et réaffirme les conclusions de la consulte du 19 juillet.
- 1758
  - Juillet. Le maréchal de camp Noël de Jourda, comte de Vaux, remplace M. de Castries à la tête des troupes françaises.
- 1759
  - Mars. En violation des dispositions du traité de Compiègne, M. de Vaux s'installe au couvent d'Alzipratu (Zilia) et s'y fortifie. Le Conseil provincial de Balagne charge le capitaine de Ziglia d'obtenir le départ des Français à l'amiable ou de les déloger.
  - 26 mars. Le capitaine de Ziglia chasse les Français du couvent d'Alzipratu (le comte de Vaux était rentré à Calvi. Sans doute avait-il déjà reçu l'ordre d'évacuer la Corse pour renforcer la défense de la Provence menacée par les Anglais et qui avait été dégarnie pour les besoins de la guerre d'Allemagne).
  - Avril. Les Français quittent la Corse.
  - 21 août. Paoli annonce au Conseil de Balagne que Don Gnaziu Felce comme vicaire apostolique et Orsattoni sont de retour et qu'ils ont obtenu l'envoi d'un Visiteur.
  - 18 septembre. Paoli ordonne au Conseil de Balagne de faire arrêter les ecclésiastiques qui prêteraient obéissance à l'évêque d'Aléria déclaré ennemi de la patrie.
- 1769
  - 4 mai. M. de Narbonne et le marquis de Lucker accentuent leur pression, l'un dans le Delà-des-Monts, l'autre en Balagne. Marbeuf fait avancer la cavalerie jusqu'au Golo.
  - 7 mai. M. De Vaux occupe Lentu et M. d'Ogny le col de San Ghjacumu qui domine Petralba et la vallée de l'Ostriconi, c'est-à-dire la communication avec la Balagne. Les Corses tentent de reprendre la Bocca San Ghjacumu mais sont repoussés.
  - 8 mai. Les Corses se lancent à l'assaut de Lentu et de la Bocca San Ghjacumu ; ils bousculent les Français. Mais faute d'avoir négligé de protéger les flancs, les troupes de Paoli, perdront cet avantage. Deux colonnes françaises sortent de Bigorno et Canavaggia ; les Corses, pris à revers, sont forcés à une retraite désordonnée vers le pont du Golu sous le feu plongeant des armes françaises. De l'autre côté du Golu, Gentili, obéissant aux ordres reçus, refuse le passage du pont jusqu'à ce que Paoli lui commande de se retirer. La nuit met fin au combat qui se termine dans la plus grande confusion.
  - 23 mai. La Balagne dépose les armes.
  - 24 mai. Acchille Murati, Petru Colle, de Rostino, et les responsables de la Balagne, soit près de 180 hommes, s'embarquent à l'Isula Rossa sur un bateau anglais qui les emporte à Oneglia.
  - 25 mai. D'Arcambal prend possession de l'Isula Rossa.

#### La Corse française
- 1789 - Avril, la Corse compte 11 juridictions royales (Ajaccio, Aléria, Bastia, Bonifacio, Calvi et Balagna, Capicorsu, Corti, A Porta d’Ampugnani, Nebbiu, Sartè, Vicu) et 65 pievi.
- 1790 - Le 26 février, un décret supprime les onze juridictions royales de l'île (Ajaccio, Aléria, Bastia, Bonifacio, Calvi et Balagna, Capicorsu, Corti, A Porta d’Ampugnani, Nebbiu, Sartè et Vicu).

### Époque contemporaine

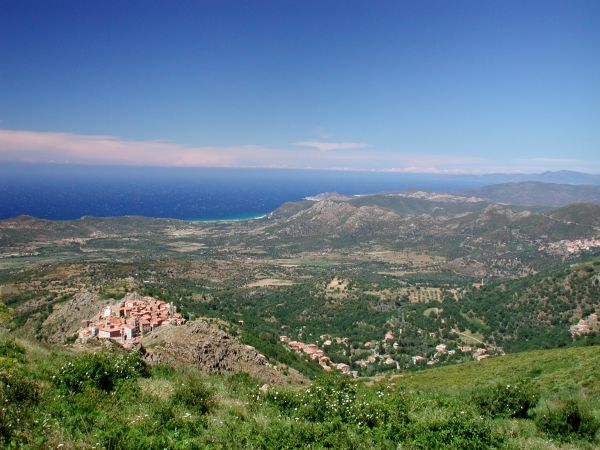
Vue sur le Pays de Balagne

Un arrêté préfectoral du 18 novembre 2003 de reconnaissance du territoire en a défini le périmètre pertinent, et les 36 communes qui le composent avaient approuvé la Charte de développement le 1er juin 2003 sur une proposition validée en 2002 par le comité directeur de l'association du même nom.

## Patrimoine

### Patrimoine naturel
Le territoire balanin est concerné par de nombreux espaces protégés et gérés, des zones naturelles d'intérêt écologique, faunistique et floristique ainsi que des sites Natura 2000.

#### Parc naturel régional
Les communes du Filosorma, du Giussani et le sud de la commune de Calenzana font partie du parc naturel régional de Corse.
Site naturel de la Vallée du Fangu, l'embouchure du Fango est une mosaïque de milieux riches biologiquement : avifaune, amphibiens, reptiles, etc. C'est de là que débute la Réserve mondiale de Biosphère de la vallée du Fango qui s'étend jusqu'à la montagne, aux limites de la commune de Manso.
La réserve de biosphère de la Vallée du Fango a été créée en 1977. C'est une des premières créées en France. Elle s'étend de la mer Méditerranée jusqu'à une altitude de 2 556 mètres (à la Punta Minuta) et correspond au bassin versant du fleuve Fango, un torrent de montagne.

### Patrimoine religieux

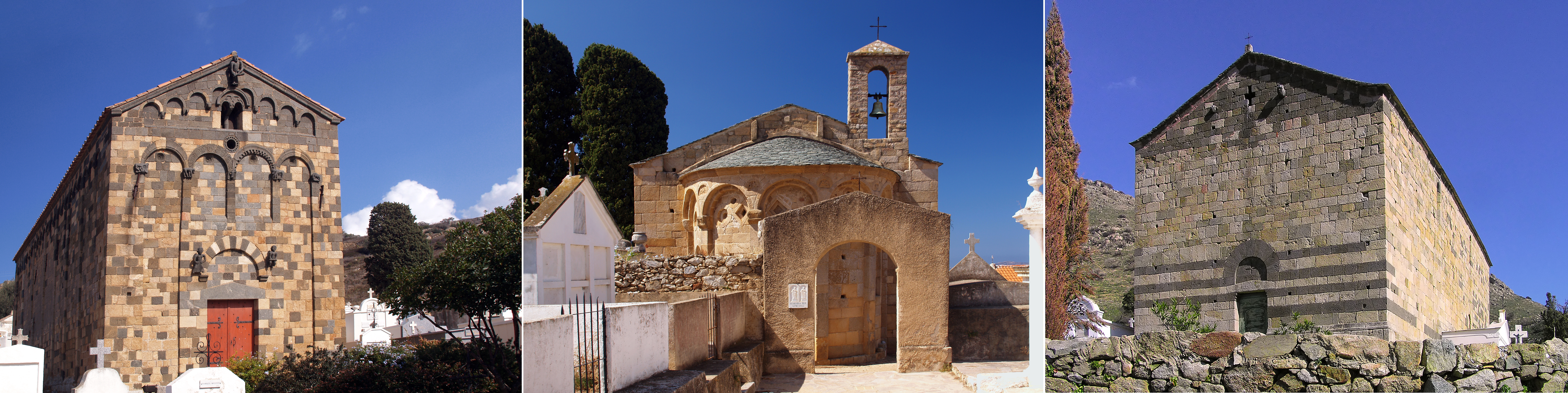
Trois églises polychromes des de Balagne.

Au XIIe siècle, délivrée de l'occupant sarrasin, la Corse est placée par le Saint-Siège sous la suzeraineté de l'Église pisane. Les débris des populations indigènes, converties par la force au mahométisme, reviennent à leur antique foi dont les souvenirs ne s'étaient jamais perdus ; les couvents déserts sont repeuplés et les autels abattus relevés. À cette date remonte la construction de nombreuses églises romanes et de couvents. La Balagne est riche de ces édifices : couvent des Frères Mineurs de St François de Tuani, couvent de Capucins au-dessus de Belgodère, monastère de Frères Mineurs de Palmento (Santa-Reparata-di-Balagna), couvent de Frères Mineurs de Calenzana, etc. Plusieurs églises des XIe et XIIe siècles présentent encore de nos jours la remarquable architecture religieuse style roman pisan corse : église Sainte-Réparate de Santa-Reparata-di-Balagna, église de la Trinité et de San Giovanni d'Aregno, l'église Saint-Rainier de Lunghignano, l'église Saint-Pierre-Saint-Paul de Lumio, etc.
Au XVIe siècle la Corse traverse une période de troubles et d'insécurité. L'Église corse subit elle-même une grave détérioration, autant du point de vue matériel qu'humain. Les églises sont souvent transformées en fortins. Après le concile de Trente, à partir de 1570, de nouveaux évêques prennent en main la reconstruction de l'Église corse. À partir de 1580, presque toutes les églises de l'île furent construites, reconstruites, agrandies ou embellies. Les principes du « baroque italien » importés en Corse, sont localement adaptés et singularisés pour offrir un art baroque corse séduisant et plein d'originalité. En Balagne, ces édifices sont : église Saint-Blaise de Calenzana, pro-cathédrale Saint-Jean-Baptiste de Calvi, église de l'Annonciation de Muro, église paroissiale à Aregno, église Saint-Guy à Lunghignano, église Saint-François-Xavier à Monticello, etc.

### Patrimoine civil
Terres traditionnelles de bergers, la Balagne proprement dite et le Filosorma présentent encore de nos jours, de nombreux ponts génois qui ont facilité la transhumance avec le Niolo.